# Homosexualität in Liechtenstein

Geografische Lage von Liechtenstein

Die Fläche Liechtensteins, dargestellt als Regenbogenflagge.

Homosexualität ist in Liechtenstein gesellschaftlich anerkannt.
Nach der Einführung der Lebenspartnerschaften für gleichgeschlechtliche Paare 2011 wurde im Mai 2024 von Liechtensteins Regierung die Ehe für Alle beschlossen, welche erwartungsgemäß Januar 2025 in Kraft treten wird.

## Geschichte

### Pioniere der LSBTI*-Community und -Bewegung

#### Heinrich Hössli

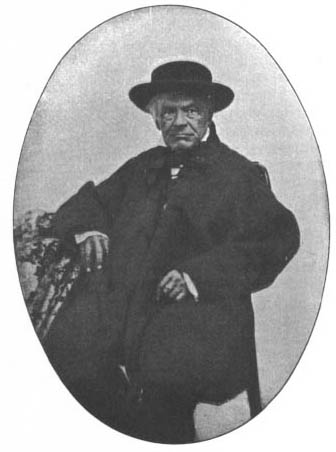
Heinrich Hössli

Als Vorkämpfer der «Männerliebe» gilt Heinrich Hössli. Er war von Beruf Hutmacher und Textilkaufmann. Er stammte aus Glarus – der Hauptort des gleichnamigen Kantons liegt 30 Kilometer von Balzers entfernt. In den Jahren 1836 und 1838 publizierte Hössli die zweibändige Abhandlung «Eros – die Männerliebe der Griechen», die siebenhundert Seiten umfasste. Hössli legte in seinem Werk dar, dass die soziale Ächtung und strafrechtliche Verfolgung der «Männerliebe» auf Aberglauben und Vorurteilen beruhe, und rief zur Aufklärung und der «Erkenntnis der Wahrheit» auf, um die «Männerliebenden» von der Bestrafung zu befreien und um ihnen soziale Geltung wie einst zur Zeit des «göttlichen Plato» zu verschaffen.

#### Karl Heinrich Ulrichs

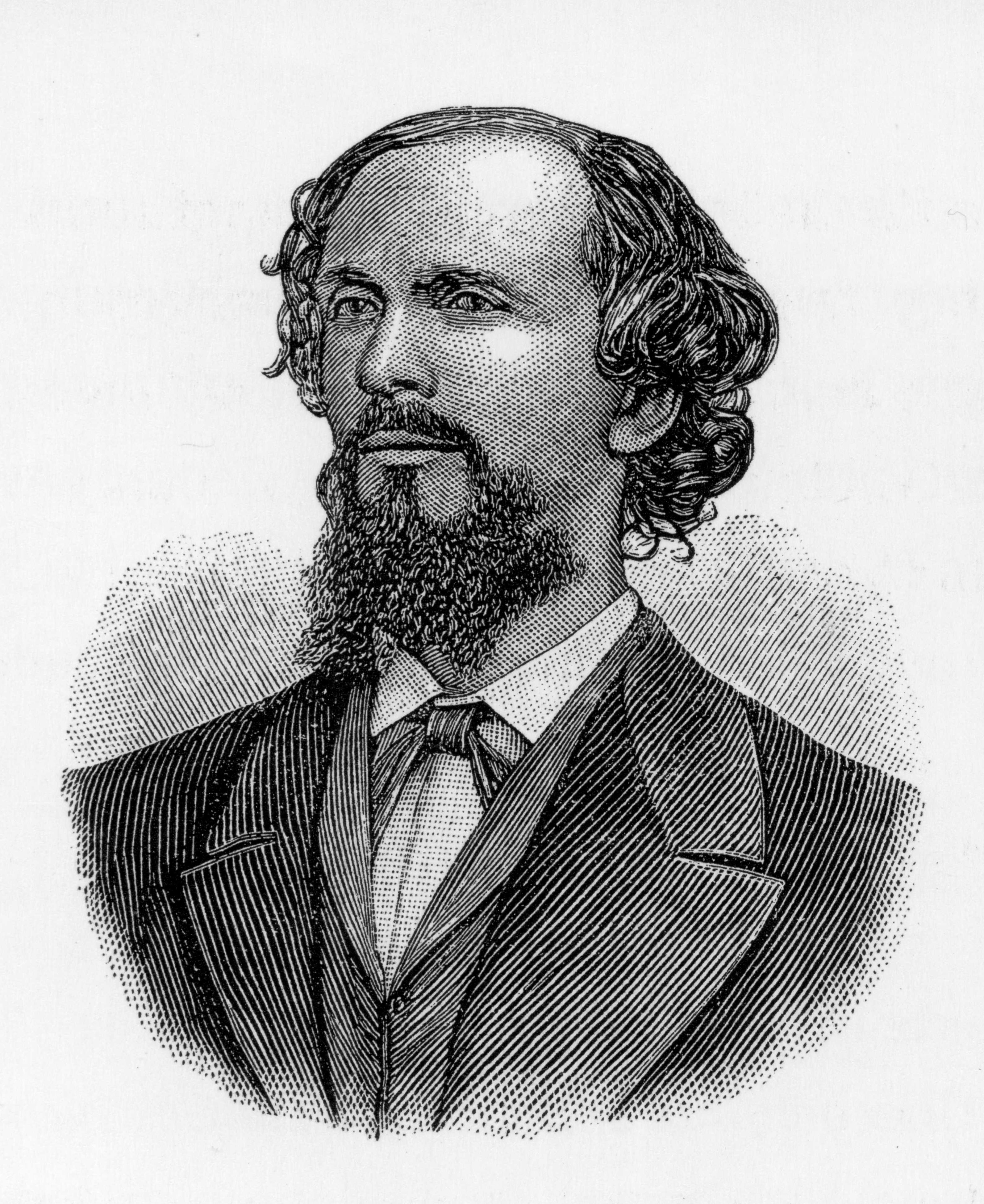
Karl Heinrich Ulrichs

Karl Heinrich Ulrichs setzte sich für die Gleichstellung von Homosexuellen ein. Er forderte die Straffreiheit für einvernehmlichen Geschlechtsverkehr unter Männern. Da es den Begriff «Homosexualität» noch nicht gab, erfand Ulrichs die Bezeichnung «Urning». Volkmar Sigusch bezeichnete Ulrichs als «[d]e[n] erste[n] Schwule[n] der Weltgeschichte».
Ulrichs erhielt bei Justin von Linde eine Anstellung als Sekretär, wahrscheinlich wegen seiner Kenntnisse auf dem Gebiet des Öffentlichen Rechts. Der konservative Justin von Linde war unter anderem Gesandter von Liechtenstein beim Frankfurter Bundestag, war prägend für die Ausbildung des späteren Fürsten Johann II. und hatte großen Einfluss auf die Fürstin Franziska.

#### Magnus Hirschfeld

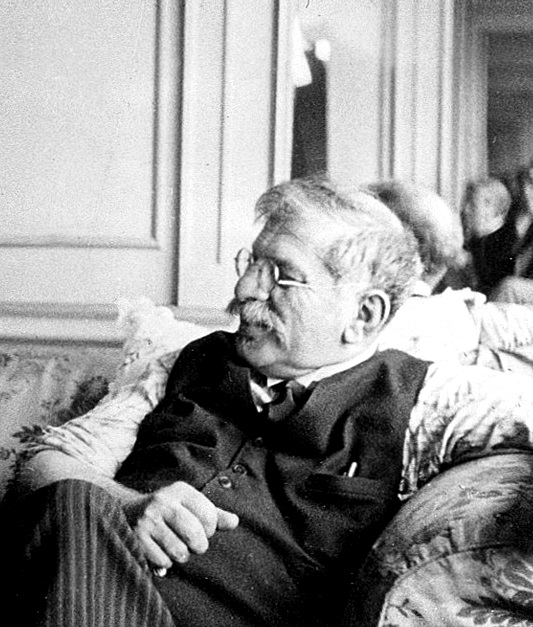
Magnus Hirschfeld

Der jüdische Arzt und Sexualforscher Magnus Hirschfeld gilt als Pionier der heutigen LGBT-Bewegung und war Gründer des Wissenschaftlich-humanitären Komitees. Laut Hirschfeld ist Homosexualität kein Verbrechen, sondern eine Variante menschlicher Sexualität – so gilt er auch als Kämpfer gegen den § 175.
Der Buchhändler Hans Peter Kraus gründete 1959 ein Nachdruck-Verlag für wissenschaftliche Literatur in Vaduz. Unter anderem druckte Kraus die Huldigung des sechzigsten Geburtstag Hirschfelds der literarischen Welt nach.

### LSBTI*-Geschichte in Liechtenstein
Im Oktober 1967 berichtete das Liechtensteiner Volksblatt über die Tagung des Liechtensteinischen Jungmannschaftsverbandes in Triesenberg. Bei der Tagung hielt ein «Dr. A. Joos aus Zürich» ein Referat über das Thema «Liebe – Freundschaft – Bekanntschaft», bei dem er kurz «das Problem der Homosexualität und der Strichjungen» aufgriff. 1970 erschien im Volksblatt ein Artikel von Karl Jehle, der sich für eine bessere liechtensteinische Sexualerziehung – mit Erwähnung der Homosexualität – einsetzte. Zudem beklagte er die «Normenhaftigkeit» innerhalb der Sexualerziehung («So gilt noch weitgehend: […] sexuelle Handlungen sind gesetzlich nur zwischen verschieden-geschlechtlichen Personen erlaubt»). Im Juli 1985 fand die «Europäische Jugendwoche» des Europarates in Strassburg statt. Mit heftigem Beifall wurde der Resolution zugestimmt, die forderte, dass Liechtenstein Homosexualität entkriminalisieren solle. Liechtenstein wurde in der Jugendwoche von der Jungen FBP vertreten. 1987 wurde die staatliche AIDS-Hilfe Liechtenstein gegründet. Das Schlosskino Balzers zeigte 1988 den homosexuellen Film «Maurice». In der Realschule St. Elisabeth fand im gleichen Jahr eine Podiumsdiskussion mit dem Titel «Liebe und Sexualität – Kirchliche Norm und Wirklichkeit» statt – Homosexualität wurde dabei auch thematisiert. Im Februar 1998 wurde in Schaan der Verein «FLay – Kultur- und Freizeitverein für Homosexuelle» (→ FLay) gegründet. Im Juni 2005 wurde in St. Gallen eine ostschweizerisch-liechtensteinische Sektion von «network», einem Zusammenschluss schwuler Menschen, gegründet. Im gleichen Jahr fand in Schaan und Vaduz der «European LBGT youth exchange» unter dem Motto «To break taboos» statt. Am 19. Juni 2011 wurde in Liechtenstein das Partnerschaftsgesetz mit 68,8 % angenommen.

## Rechtliche Situation

### Legalität
1989 hob das Fürstentum Liechtenstein das Totalverbot homosexueller Handlungen (§§ 129 und 130 StGB) auf und führte die fast wortgleichen Paragraphen wie in Österreich ein (§ 208 StGB Schutzaltersgrenze, § 209 StGB Prostitution, § 220 StGB Informationsverbot, § 221 StGB Vereinsverbot). Im Dezember 2000 wurde die ersatzlose Streichung der vier Paragraphen beschlossen, welche im Jahre 2001 in Kraft trat.
Eine Besonderheit im deutschen Sprachraum, wo nur der Beischlaf als Inzest strafbedroht ist, ist die Strafandrohung für «dem Beischlaf gleichzusetzende sexuelle Handlungen» seit 1. Februar 2001. Dies umfasst somit auch diesbezügliche gleichgeschlechtliche Handlungen, wobei die Penetration des Anus mit Fingern oder Gegenständen sowie Masturbation noch nicht ausjudiziert sind.
Im September 2018 stellte der Verein für Menschenrechte in Liechtenstein fest, dass Homo- und Bisexuelle in Liechtenstein noch nicht völlig gleichgestellt sind. Die Ehe und das völlige Adoptionsrecht sind ihnen verwehrt. Zwischen der in Liechtenstein existierenden eingetragenen Partnerschaft und der gegengeschlechtlichen Ehe bestehen noch Ausgestaltungsverschiedenheiten.

### Antidiskriminierung
Am 22. Februar 2005 wurde von der Regierung die Umbenennung der Stabsstelle Gleichstellungsbüro zur Stabsstelle für Chancengleichheit beschlossen und ist dem Ressort Familie und Chancengleichheit zugeordnet. Damit wurde das Aufgabengebiet unter anderem auch auf den Bereich Sexuelle Orientierung als Koordinierungsstelle für die anderen Ämter erweitert.
2016 wurde die Stabsstelle für Chancengleichheit aufgelöst und ins Amt für Soziale Dienste eingegliedert worden. Der Fachbereich Chancengleichheit des Amtes für Soziale Dienste setzt sich auch für die Förderung der Chancengleichheit im Lebensbereich sexuelle Orientierung ein. Über LGBTIQ+ schreibt das Amt für Soziale Dienste:

„Homosexuelle, bisexuelle, trans und intergeschlechtliche Menschen entsprechen nicht den heteronormativen Vorstellungen unserer Gesellschaft. Heteronormativ beschreibt eine Weltanschauung, welche zwei Geschlechter und nur heterosexuelle Beziehungen als ‹normal› anerkennt. LGBTIQ+ Menschen können daher von Homophobie und Transphobie betroffen sein. Hierbei kann es sich um ‹komische› Blicke oder auch abschätzige Kommentare bis hin zu psychischer oder körperlicher Gewalt handeln.
Der Fachbereich Chancengleichheit setzt sich dafür ein, LGBTIQ+ Themen vermehrt der breiten Öffentlichkeit näher zu bringen und mit Sensibilisierungprojekten Homophobie und Transphobie entgegenzuwirken.“

Gemeinsam mit dem Schwulen- und Lesbenverband FLay und dem Verein für Menschenrechte in Liechtenstein hat der Fachbereich Chancengleichheit des Amtes für Soziale Dienste den Ratgeber „Junge? Mädchen? Oder…?“ herausgebracht, der sich mit Transidentität beschäftigt und für Angehörige von transidentischen Menschen geschrieben worden ist. Über Transidentität schreibt das Amt für Soziale Dienste:

„Das Thema Transidentität ist teilweise wenig bekannt und kann bei manchen Menschen Unsicherheiten oder sogar Ängste auslösen, insbesondere wenn das eigene Kind betroffen ist und formuliert: ‹Ich bin kein Mädchen› oder ‹Ich fühle mich nicht wie ein Junge›. Dabei ist es wichtig, Hilfe anzunehmen und sein Kind ernst zu nehmen.“

Ein spezifisches Antidiskriminierungsgesetz für LGBTIs hat das Fürstentum Liechtenstein nicht (Stand: September 2018). Im § 283 des Liechtensteinischen Strafgesetzbuches (StGB) wird seit April 2016 die öffentliche Diskriminierung von Personen bzw. Personengruppen aufgrund deren sexuellen Orientierung bestraft.

### Adoptionsrecht
Der Staatsgerichtshof urteilte im Mai 2021, dass das Verbot der Stiefkindadoption für verpartnerte gleichgeschlechtliche Paare (Artikel 25 des Partnerschaftsgesetzes) unrechtmäßig sei. Laut Staatsgerichtshof verstöße das Verbot bzw. der Artikel 25 des Partnerschaftsgesetzes gegen Artikel 31 der Landesverfassung und gegen Artikel 8 der Europäischen Menschenrechtskonvention. Das Verbot der Volladoption für gleichgeschlechtliche Paare behandelte das Gericht nicht. Der Staatsgerichtshof gab dem Gesetzgeber ein Jahr Zeit, um die gesetzlichen Grundlagen anzupassen. Sollte dies dem Gesetzgeber nicht gelingen, wird der Staatsgerichtshof den Artikel 25 des Partnerschaftsgesetzes aufheben. In Folge des Urteils des Staatsgerichtshofes hatte die Regierung dem Staatsgerichtshof eine Vorlage zur Einführung der Stiefkindadoption für eingetragene Partnerschaften ausgearbeitet.
Im Mai 2022 lehnte der Landtag den von der Regierung neu vorgeschlagenen Artikel 25 des Partnerschaftsgesetzes ab, der das bisher bestehende Verbot der gemeinsamen Adoption sowie des Einsatzes von Fortpflanzungsmedizin fortgeführt hätte. Eine Vorlage zur Einführung der Stiefkindadoption bei gleichgeschlechtlichen Paaren wurde vom Landtag hingegen zugestimmt. Die Justizministerin Graziella Marok-Wachter interpretierte im Namen der Regierung, dass «eine Mehrheit eine komplette Gleichstellung gleichgeschlechtlicher Paare bei Adoption und Fortpflanzungsmedizin will». Im Juli 2022 verabschiedete die Regierung Liechtensteins einen Vernehmlassungsbericht betreffend der Abänderung des Allgemeinen bürgerlichen Gesetzbuches (ABGB) und des Partnerschaftsgesetzes. Artikel 25 des Partnerschaftgesetzes wird im gleichen Monat ersatzlos fallen, das Verbot der gemeinsamen Adoption und der Fortpflanzungsmedizin im Partnerschaftsgesetz wird somit aufgehoben. Dadurch entsteht allerdings der Widerspruch zwischen Partnerschaftsgesetz und ABGB, das die gemeinsame Adoption nur Ehegatten ermöglicht. Der Vernehmlassungsbericht ist diesem Widerspruch nachgekommen. Das ABGB durchläuft eine Anpassung, die das Adoptionsrecht zwischen gleichgeschlechtlichen und verschiedengeschlechtlichen Paaren gleichstellen wird. Am 30. September 2022 endete die Vernehmlassungsfrist.
Laut dem Paragrafen § 179 ABGB genießen Einzelpersonen in Liechtenstein volles Adoptionsrecht. Dies bedeutet, auch ledige Schwule oder Lesben dürfen Kinder adoptieren. Gehen Schwule und Lesben in Liechtenstein jedoch eine eingetragene Partnerschaft ein, wird ihnen das volle Adoptionsrecht automatisch verwehrt. Der Verein für Menschenrechte wertet dies als «absurde Lage».

### Lebenspartnerschaften
Seit 2011 werden homosexuelle Paare staatlich anerkannt. Im Jahr 2001 erarbeitete die Freie Liste, eine der vier Parteien Liechtensteins, einen derartigen Gesetzesentwurf. Das Gesetz wurde vom Parlament gebilligt und mit Bitte um Kenntnisnahme an die Regierung weitergegeben. Dessen Entwurf für die eingetragene Partnerschaft wurde im Sommer 2003 wiederum vom Parlament abgelehnt. 2007 wurde ein zweiter Anlauf zur Einführung von Lebenspartnerschaften unternommen. Der Landtag sprach sich am 24. Oktober 2007 mehrheitlich für die Einführung der eingetragenen Partnerschaft gleichgeschlechtlicher Paare aus. Die entsprechende Motion der Freien Liste wurde mit 19 zu 6 Stimmen angenommen. Im Dezember 2010 wurde das Partnerschaftsgesetz in erster Lesung beraten und im Februar 2011 wurde seitens der Regierung eine befürwortende Stellungnahme abgegeben. Am 16. März 2011 wurde das Partnerschaftsgesetz in zweiter Lesung beschlossen und trat am 1. September 2011 in Kraft. Ein am 19. Juni 2011 abgehaltenes Referendum bestätigte die Einführung des Partnerschaftsinstitutes mit rund 70 Prozent der abgegebenen Stimmen.
Die eingetragene Partnerschaft und die verschiedengeschlechtliche Ehe haben Ähnlichkeiten. Gleichstellung existiert u. a. im Erbrecht, im Sozialversicherungsrecht, im Ausländerrecht, im Steuerrecht, im Bürgerrechtsgesetz und seit der Einführung des Art. 12a PartG auch im Namensrecht. Es existieren auch Unterschiede: so können eingetragene Partner keine Kinder adoptieren (außer der Stiefkindadoption, siehe Adoptionsrecht), noch haben eingetragene Partner ein Recht auf künstliche Befruchtungsmethoden. Trauzeugen und ein Verlöbnis sind – hingegen zur verschiedengeschlechtlichen Ehe – bei der eingetragenen Partnerschaft nicht vorgesehen. Es gibt auch kein «Ja-Wort», sondern lediglich die «Protokollierung der beiden Willenserklärungen». Die eingetragene Partnerschaft kann im Gegensatz zur verschiedengeschlechtlichen Ehe auch vor dem Ablauf eines Jahres aufgelöst werden (Art. 53 EheG). Für die Klage auf Trennung/Scheidung nach Getrenntleben muss ein Jahr abgewartet werden (Art. 55 EheG, Art. 27 PartG). Bei der verschiedengeschlechtlichen Ehe sind es drei Jahre. Der erzielte Vermögenszuwachs im Falle einer Trennung/Scheidung wird nur aufgeteilt, wenn dies so schriftlich vereinbart wurde (Güterstand der Gütertrennung gemäß Art. 22 PartG). In einer verschiedengeschlechtlichen Ehe bestimmt dies nicht eine mögliche schriftliche Vereinbarung, sondern der Gesetzgeber verpflichtet dazu.

### Gleichgeschlechtliche Ehe
Im September 2015 hat die Regierung von Liechtenstein anlässlich der Interpellationsbeantwortung zur Stiefkindadoption zu erkennen gegeben, dass eine weitere Gleichstellung nicht geplant sei.
Debattiert wurde, weswegen der Staatsgerichtshof keine rechtlichen Bedenken für das Verwehren der gleichgeschlechtlichen Ehe hatte, als dieser 2019 die Rechtsgrundlage bei gleichgeschlechtlichen Paaren mit der Entsprechung der Europäischen Menschrechtskonvention und dem verfassungsrechtlichen Gleichheitssatz prüfte. Der Staatsgerichtshof zitierte in Nummer StGH 2020/097 die Nummer StGH 2018/154, in der es heißt:

„Während der österreichische Verfassungsgerichtshof in seiner erwähnten Entscheidung nur noch einen kleinen Schritt hin zum verfassungsrechtlichen Anspruch auf Ehe für gleichgeschlechtliche Paare tun musste, wäre eine solche Entscheidung für den Staatsgerichtshof mit der angebrachten Zurückhaltung gegenüber dem Gesetzgeber und dem gesamtgesellschaftlichen Diskurs jedenfalls derzeit nicht zu vereinbaren“

Angemerkt sei, dass der Österreichische Verfassungsgerichtshof die Aufhebung des Eheverbots für gleichgeschlechtliche Paare im Jahr 2017 mit einer diskriminierenden Wirkung begründete. Durch unterschiedliche Rechtsinstitute werde deutlich gemacht, dass die eingetragene Partnerschaft – die von zwei Personen gleichen Geschlechts geführt wird – etwas anderes ist als die Ehe – die bis dato nur von Personen verschiedenen Geschlechts getragen werden konnte –, obwohl sie von gleichen Werten getragen werden. Eine Trennung zweier Rechtsinstitute bringt laut dem Österreichischen Verfassungsgerichtshof zum Ausdruck, dass Personen mit gleichgeschlechtlicher sexueller Orientierung ungleich den Personen mit verschiedengeschlechtlicher Orientierung seien. Die damit verursachte diskriminierende Wirkung habe den Effekt, dass Personen in einer gleichgeschlechtlichen Partnerschaft durch die unterschiedliche Bezeichnung der Rechtsinstitute ihre sexuelle Orientierung offenlegen müssten, in denen sexuelle Orientierung keine Rolle spiele bzw. spielen dürfe, insbesondere auch vor dem historischen Hintergrund der Gefahr von Diskriminierung. Für den Österreichischen Verfassungsgerichtshof habe die Trennung verschiedener Rechtsinstitute in Österreich gegen den Gleichheitsgrundsatz verstoßen.
Der Staatsgerichtshof in Liechtenstein erwähnte zudem in Nummer StGH 2020/097, Erw. 4.4 ein Schreiben der Regierung vom 1. Dezember 2020, in der u. a. folgende Begründung auftauchte:

„In Liechtenstein sei die Ehe gemäss Art. 1 Ehegesetz (EheG) zwei Personen verschiedenen Geschlechts vorbehalten. Diese (verfassungs- und EMRK-konforme) Rechtsausgestaltung in Art. 1 EheG werde durch das Urteil des Staatsgerichtshofes vom 3. September 2019 zu StGH 2018/154 gestützt. Somit könnten in Liechtenstein nur verschiedengeschlechtliche Personen die Ehe eingehen und es sei somit rechtmässig, für gleichgeschlechtliche Paare eine andere Form der rechtlichen Anerkennung wie im liechtensteinischen Partnerschaftsgesetz vorzusehen.“

#### Landtagsbeschluss zur Öffnung der gleichgeschlechtlichen Ehe
„Die Regierung wird beauftragt, dem Landtag eine Gesetzesänderung vorzulegen, um die zivilrechtliche Ehe für alle zu öffnen, ungeachtet des Geschlechts und der sexuellen Orientierung. Alle noch bestehenden rechtlichen Unterschiede zwischen gleich- und gemischtgeschlechtlichen Lebensgemeinschaften sollen beseitigt werden.“

Im März 2022 kündigte der Landtagsabgeordnete Daniel F. Seger einen Vorstoß zur Ehe für alle an. Im September 2022 unterzeichneten 15 Abgeordnete des liechtensteinischen Landtages eine Motion zur Ehe für alle. Im November hatten diese 15 Landtagsabgeordneten die Regierung beauftragt, die Ehe für alle zu öffnen. Da der liechtensteinische Landtag 25 Abgeordnete hat, ist mit 15 Abgeordneten eine Mehrheit gesichert.
Im November stimmten 23 der 25 Abgeordneten für die Ehe für alle. Zuvor hatte der Landtag die Regierung aufgefordert, einen Gesetzesentwurf zur Ehe für alle zu entwerfen.
In der Motion wird die gleichgeschlechtliche Ehe mit dem Willen von Paaren, ihre Lebensgemeinschaft dauerhaft auf eine verbindliche Basis zu stellen, finanzielle Absicherung, und der Ausdruck der Verbundenheit gegenüber der Gesellschaft begründet. Zudem wird die bisherige Möglichkeit, dass gleichgeschlechtliche Paare eine eingetragene Lebenspartnerschaft eingehen können, als «Ehe zweiter Klasse» klassifiziert, die gegenüber der verschiedengeschlechtlichen Ehe schlechter gestellt ist. Derartige Benachteiligung ist «mit einem liberalen Gesellschaftsbild und einem modernen Rechtsstaat nicht zu vereinen». In die Begründung der Motion fließt auch mit ein, dass beide Souveräne Liechtensteins – also der Landesfürst und das durch den Landtag vertretene Volk – der gleichgeschlechtlichen Ehe offen sind. So habe Fürst Hans-Adam II. nichts gegen die gleichgeschlechtliche Ehe, solange die Kinderadoption davon nicht betroffen ist (→ Resonanz aus dem Fürstenhaus). In einer Aktuellen Stunde des Jahres 2021 im Landtag haben sich die «sprechenden» Landtagsabgeordneten für die gleichgeschlechtliche Ehe ausgesprochen. Die Motion verwies in ihrer Begründung auf den Staatsgerichtshof, der den Ausschluss eingetragener Partnerschaften von der Stiefkindadoption als Verstoss gegen die Europäische Menschenrechtskonvention und der Landesverfassung wertete. Zugleich wird erwähnt, dass der Staatsgerichtshof dem Gesetzgeber eine einjährige Maximalfrist zur Schaffung einer Ersatzregelung von Artikel 25 des Partnerschaftsgesetztes gegeben hatte. Die Regierung legte eine Ersatzregelung vor, die die eingetragene Partnerschaften weiterhin von der
gemeinsamen Adoption, der Sukzessivadoption und der Fortpflanzungsmedizin ausgeschlossen hätten. Die Ersatzregelung wurde vom Landtag abgelehnt und fand daher keine Mehrheit. Im Juli 2022 wurde Artikel 25 des Partnerschaftsgesetzes vom Staatsgerichtshof ersatzlos aufgehoben. Die Ablehnung der Ersatzregelung interpretierte die Regierung als Willen des Landtages, gleichgeschlechtliche Paare in Adoption und Fortpflanzungsmedizin gleichzustellen (→ Adoptionsrecht). Eine Gleichbehandelung von gleichgeschlechtlichen Paaren im Eherecht interpretierte die Regierung im Landtagsentscheid nicht. Die Öffnung der gleichgeschlechtlichen Ehe kann laut Regierung nur durch einen Vorstoß vom Landtag oder dem Volk gelingen. Dies sahen entsprechende Landtagsabgeordnete als Anlass, eine Motion zur Öffnung der gleichgeschlechtlichen Ehe einzureichen. In der Motion wurde Bezug auf den im Juni 2022 erstmals stattgefunden «liPride» genommen, wo Forderungen zum Eherecht für gleichgeschlechtliche Paare geäußert wurden. Die Bewusstmachung, dass beide Nachbarländer Liechtensteins sowie sämtliche deutschsprachigen Länder Europas die gleichgeschlechtliche Ehe bereits eingeführt haben, wurde in die Motion inkludiert. Vergleiche wurden mit den als konservativ geltenden Schweizer Kantonen Schwyz, Appenzell Ausserrhoden, Appenzell Innerrhoden und Uri und mit den Nachbarkantonen, St. Gallen und Graubünden, für das als konservativ geltende Liechtenstein gezogen – alle genannten Kantone haben der Schweizer gleichgeschlechtlichen Ehe zugestimmt. Das schlechte Abschneiden Liechtensteins im ILGA-Rating (Liechtenstein belegt im Rating immer wieder hintere Plätze) wurde ebenfalls erwähnt wie die stattfindende öffentliche und breite Diskussion. Auch erwähnt wurde das Thema «Zwangsouting», die Schwule und Lesben bei Bewerbung, Anstellung und Auslandsreisen leisten müssten, wenn sie sich in einer liechtensteinischen eingetragenen Partnerschaft befänden und nach ihrem Zivilstand gefragt werden würden. So kann dies zu Benachteiligungen bei Arbeitgebern, die Queerness kritisch oder feindlich betrachten, führen, bis hin zu Verfolgung in besonders konservativen Ländern – wie zum Beispiel auf der arabischen Halbinsel. Das Problem ließe sich durch ein Eherecht für gleichgeschlechtliche Paare beseitigen, dessen Zivilstand keine Rückschlüsse auf die sexuelle Orientierung zulassen würde. Ausdrücklich erwähnt wird, dass mit der Motion nicht die religiöse gleichgeschlechtliche Ehe geöffnet wird – den Umgang mit gleichgeschlechtlichen Paaren können liechtensteinische Glaubensgemeinschaften somit weiterhin selbst regulieren. Sollte eine gleichgeschlechtliche Ehe in Liechtenstein tatsächlich realisiert werden, so sehen die Motionäre für gleichgeschlechtliche Paare, welche sich in einer eingetragenen Partnerschaft befinden, die freiwillige Möglichkeit vor, diese in eine gleichgeschlechtliche Ehe umzuwandeln. Für die Öffnung der eingetragenen Partnerschaft für verschiedengeschlechtliche Paare sehen die Motionäre keine Notwendigkeit, stehen einer Öffnung jedoch positiv gegenüber, falls dies mehrheitlich gewünscht wird.

„Mit der Öffnung der zivilrechtlichen Ehe für alle wird niemandem etwas weggenommen, der oder die davon nicht persönlich betroffen ist. Für die betroffenen Personen jedoch wird Rechtsgleichheit geschaffen, samt den damit verbundenen Erleichterungen. Indem gleich- und gemischtgeschlechtliche Paare gleichbehandelt werden, könnte Liechtenstein als Staat auch ein deutliches Statement zur Chancengleichheit generell abgeben. Liechtenstein würde mit diesem Schritt zudem (wie von der Politik auch immer versprochen) die Entwicklung in unseren Nachbarländern, den übrigen deutschsprachigen Ländern und vielen weiteren Ländern in Europa und auch einigen Ländern weltweit nachvollziehen.“

Als Motionäre gelten Landtagspräsident Albert Frick, Georg Kaufmann, Daniel F. Seger, Franziska Hoop, Johannes Kaiser, Bettina Petzold-Mähr, Daniel Oehry, Sascha Quaderer, Karin Zech-Hoop, Sebastian Gassner, Wendelin Lampert, Manuela Haldner-Schierscher, Patrick Risch, Dagmar Bühler-Nigsch und Norma Heidegger.
Am 8. März 2024 wurde der neue Gesetzentwurf für die Ehe für Alle in der ersten Lesung mit 24 aus 25 Stimmen beschlossen. In der abschließenden Abstimmung im Landtag, am 16. Mai 2024 wurde der Entwurf verabschiedet, in Kraft treten wird das neue Gesetz Januar 2025.

## Gesellschaftliche Situation

### LSBTI*-Community und -Bewegung

#### Anzahl der LSBTI* in Liechtenstein
Die Anzahl lässt sich nicht mit Genauigkeit sagen. Der Verein für Menschenrechte in Liechtenstein schätzte die Anzahl auf 2280 Personen. Die Schätzung bezog sich auf eine europaweite Umfrage des Marktforschungsinstitut Dalia aus dem Jahr 2016, die einen prozentualen Durchschnitt von rund 6 % in Europa erreichte. Der Verein für Menschenrechte in Liechtenstein legte diesen prozentualen Durchschnitt auf Liechtenstein um und bewertete die Anzahl als „eine beträchtliche Menge“.

#### Persönlichkeiten
Die Liechtensteiner Daniel F. Seger und Patrick Risch leben ihre Homosexualität offen aus. Herbert Elkuch gilt als «Crossdresser». Dabei ist mit einer Deutlichkeit erwähnt, dass Elkuch weder homosexuell noch dem Transvestitismus zugehörig ist. Alle drei Männer sind im liechtensteinischen Landtag vertreten.
Der PEN-Club Liechtenstein zeichnete den schwulen Autor Mario Wirz 1991 mit dem «Ersten Preis» aus. 2010 veranstaltete das Theater am Kirchplatz eine «Mario-Wirz-Lesung».
Der US-Botschafter für Liechtenstein, Scott Miller, ist LGBTIQ+-Aktivist. Scott Miller ist mit dem Unternehmer Tim Gill verheiratet.
Der Onkel der liechtensteinischen Prinzessin Sophie in Bayern, Franz von Bayern, ist schwul. 2023 zeigte er sich erstmals mit seinem Partner.

#### FLay
1998 wurde mit FLay erstmals eine Schwulen- und Lesbenorganisation gegründet, die vereinzelt soziale Projekte für Schwule und Lesben aus dem Dreiländereck der Regionen Vorarlberg, Rheintal und Liechtenstein organisiert. 2011 hatte sich FLay aufgelöst, nachdem im gleichen Jahr das Partnerschaftsgesetz eingeführt wurde. Unter anderem aus Bevölkerungskreisen herrscht die Kritik, dass FLay eine „Salamitaktik“ verfolge, da der Verein nur für das Partnerschaftsgesetz, aber nicht für weitere Initiativen kämpfte. 2014 hat sich der Verein wiedergegründet. Der „neue“ Verein versteht sich unter anderem als Anlaufstelle für LGBTIs in Liechtenstein. Das Ziel von FLay ist die Sensibilisierung der Liechtensteiner für LGBTI-Themen und die Erreichung der Gleichstellung. Der Verein für Menschenrechte in Liechtenstein beschreibt FLay als «ein[en] eher kleiner[en] Verein mit nur wenigen finanziellen Mitteln und Kapazitäten». Bestrebungen zur weiteren Gleichstellung von LGBTIs finden bei der Regierung und dem Fürstenhaus auf wenig Anklang bzw. stoßen sogar auf Widerstand.

#### Kampagnen
2009 fand die Plakatkampagne «Liebe ist immer zu respektieren» statt. Organisiert wurde diese von der Stabsstelle für Chancengleichheit (→ Antidiskriminierung) und FLay.

### Resonanz aus dem Fürstenhaus
Im Januar 2016 sagte der Landesfürst Hans-Adam II. im traditionellen Neujahrsinterview mit Radio Liechtenstein, dass ein Adoptionsrecht in Liechtenstein für Schwule und Lesben «verantwortungslos» sei. Er begründete dies mit der Sorge vor Kindesmissbrauch, die von schwulen Paaren an Jungen begangen werden würden. Der Landesfürst erklärte weiter, dass Kinder das Recht hätten, «in einer normalen Familie aufzuwachsen». Das Adoptionsrecht für lesbische Paare sehe Hans-Adam II. weniger problematisch an, besonders wenn eine lesbische Frau ein leibliches Kind habe. Er betonte dabei aber auch, dass man «gewisse Grenzen» ziehen müsse. Falls der Europäische Gerichtshof für Menschenrechte Gleichbehandlung anordnen würde, sagte Hans-Adam II., dass man diesen Gerichtshof immer wieder ignorieren könne, da das Gericht keine Truppen habe, die in Liechtenstein einmarschieren können und so Liechtenstein zu einer Umsetzung des Gerichtsurteils zwingen würden. Die Äußerungen des Landesfürsten brachten viele kritische Reaktionen mit sich. So reagierte Lucas Oehry, der damalige Chef der Schwulen- und Lesbenorganisation FLay, dass er über die Äußerungen des Fürsten nicht überrascht sei, aber es ihn schockiere. Zudem kritisierte Oehry, dass der Fürst Homosexuelle generell in die Nähe von Pädophilen rücke. Oehry sah es als vorstellbar an, beim Staatsgerichtshof gegen das Adoptionsverbot von Schwulen und Lesben zu klagen. Die Politikerin Helen Konzett Bargetze sagte in einem Interview bei Radio Liechtenstein, dass es nicht unwidersprochen bleiben dürfe, was der Fürst gesagt hat. Laut Konzett Bargetze hat der Fürst sehr viele homosexuelle Menschen mit dieser Aussage gekränkt.
Im Februar 2021 äußerte sich Hans-Adam II. bei Radio Liechtenstein ähnlich. Homosexuelle bezeichnete der Landesfürst als eine pauschale Gefahr für Kinder. Die Öffnung der Ehe für Schwule und Lesben akzeptiert Hans-Adam II., solange Homosexuelle nicht das Recht haben, Kinder zu adoptieren. Zugleich drohte der Landesfürst mit einem Veto, sollte der Landtag Schwulen und Lesben das Recht zur Adoption geben. Da Hans-Adam II. im Jahr 2004 seine Amtsgeschäfte an seinen Sohn Alois übergeben hat, zeigte sich Hans-Adam II. zuversichtlich, dass der Erbprinz sein Veto einlegen würde. Auf die Worte des Landesfürsten zeigte sich die liechtensteinische Schwulen- und Lesbenorganisation FLay «sprachlos». Erneut verurteilte die Organisation den Vergleich des Fürsten zwischen Homosexuellen und Pädophilen, zudem macht es dem Fürsten laut FLay nichts aus, wenn Liechtenstein in Westeuropa den «letzten Exoten spielt, der sich der Realität verwehrt». Zudem wünsche sich FLay mehr Offenheit und Aufgeklärtheit von einem Staatsoberhaupt. Der Schriftsteller Stefan Sprenger äußerte in einem Leserbrief, dass die Vorurteile von Hans-Adam II. zu Rücktrittsforderungen in umliegenden Ländern geführt hätten, hätten sich deren Staatsoberhäupter so geäußert. Weiter kritisierte Sprenger die Veto-Erwähnung des Fürsten als Einschüchterungsversuch der Volksvertretung und als Angriff «auf die Rechte des Souveräns, des Volks und seiner Vertreterinnen». Sprenger appellierte an den Stand dato neugewählten Landtag, dass dieser sich zu wehren weiß. Die Junge Liste reagierte mit einer Stellungnahme. In der Stellungnahme werden die Worte als «falsch, verletzend und förderlich für die weitere Verbreitung für Stigmata und Diskriminierung» bewertet. Zudem bezieht sich die Junge Liste auf Social Media, wo homophobe Kommentare als Reaktion auf die Worte des Fürsten kursierten. Die Junge Liste versicherte zudem ihre Solidarität mit LGTBQ+-Personen in Liechtenstein und im Ausland. Im März 2021 interviewte die Junge FBP Hans-Adam II. aufgrund der Debatte um dessen Aussagen. Das Interview wurde auf Schloss Vaduz geführt. Dabei betonte Hans-Adam II. in Bezug auf seiner Veto-Aussage, dass der Erbprinz über ein Veto entscheidet. Die frühzeitige Ankündigung eines Vetos begründete der Landesfürst damit, dass sein Vater Franz Josef II. dabei kritisiert wurde, weil er erst nach einer Abstimmung sein Veto eingelegt hatte. Die allgemeine Meinung damals war, dass es besser wäre, wenn der Landesfürst in Zukunft vor einer Abstimmung mitteilt, ob man einem Gesetzesentwurf zustimmt oder nicht. Der Landesfürst reagierte auch auf seine umstrittene Aussage («Wenn Homosexuelle Knaben adoptieren, ist das nicht unproblematisch»). Dabei erklärte er, dass es im Normalfall besser sei, eine Adoptivmutter und einen Adoptivvater zu haben. Hans-Adam II. inkludierte in seiner Erklärung auch die Vormundschaftsbehörde ein, die nur dann einer Adoption Minderjähriger zustimme, wenn es sich u. a. um ein Adoptivehepaar aus Frau und Mann handele. Laut Hans-Adam II. ist das Wohl eines minderjährigen Kindes bei der Adoption für die Zustimmung der Vormundschaftsbehörde ausschlaggebend. Dabei bezog sich Hans-Adam II. auch auf im Völkerrecht verankerte internationale Richtlinien – ohne diese konkret zu nennen –, die Liechtenstein zu befolgen habe. Auf die Frage der Jungen FBP, ob «unkonventionelle Familienmodelle» einem Kind dasselbe bieten, was ein Kind für eine gesunde Entwicklung brauche, antwortete der Landesfürst, dass dies im Einzelfall so sein mag, aber es generell für das Kindeswohl besser sei, einen Vater und eine Mutter zu haben. Hans-Adam II. erwähnte zudem, dass seine Kinder und ein Teil der Enkelkinder die Diskussion in den Medien «natürlich» mitbekommen haben, und er bereits mit einem Teil Gespräche darüber hatte. Eine Diskriminierung von Homosexuellen war laut Hans-Adam II. nicht seine Absicht, sondern die Sorge um das Kindeswohl. Zudem betonte der Landesfürst, nichts gegen eine gleichgeschlechtliche Ehe zu haben, sofern eine Fremdkindadoption nicht zulässig ist. Der Landesfürst sagte auch, dass Themen, die Eskalationen hervorrufen, diskutiert werden müssen, auch wenn man nicht immer einen Konsens finden würde. Das Thema Adoptionsrecht sollte laut Hans-Adam II. zunächst weiter diskutiert werden, er sieht Liechtenstein am Anfang dieses politischen Prozesses, da ein Gesetz noch ausgearbeitet werden müsse.
Mit dem Standpunkt des Landesfürsten gegenüber der gleichgeschlechtlichen Ehe zeigt Hans-Adam II. sich offener als beispielsweise der emeritierte Erzbischof Wolfgang Haas, der die gleichgeschlechtliche Ehe im Februar 2022 als «teuflische Attacke» bezeichnete.
Erbprinz Alois könne sich für Liechtenstein die gleichgeschlechtliche Ehe vorstellen – diese sei für ihn kein „größeres Problem“. Zudem zeigte sich Erbprinz Alois offen, die Ungerechtigkeiten, die queere Menschen erfahren, zu beseitigen. Mit Sicht auf das Kinderwohl sehe Erbprinz Alois Neuregelungen wie die Fremdkindadoption oder Fortpflanzungsmedizin «aber noch» kritisch.
Der Onkel der liechtensteinischen Prinzessin Sophie in Bayern, Franz von Bayern, lebt seit 2023 offen schwul (→ Persönlichkeiten).

### Resonanz aus Glaubensgemeinschaften

#### Römisch-katholische Kirche in Liechtenstein
Im November 2007 bezeichnete Erzbischof Wolfgang Haas praktizierte Homosexualität als eine «schwere Sünde». Eine rechtliche Anerkennung von praktizierter Homosexualität wäre für Haas ein «Skandal». Zudem könne er schwule und lesbische Partnerschaften «niemals gutheißen». Für Erzbischof Haas widersprechen schwule und lesbische Partnerschaften «sowohl der Schöpfungs- als auch der Erlösungsordnung».
An einem Gottesdienst im Sportpark Eschen-Mauren am 8. September 2010 thematisierte Erzbischof Wolfgang Haas Homosexualität. Haas erinnerte an den Papstbesuch von Johannes Paul II. in Liechtenstein vor Stand dato 25 Jahren (siehe Papstbesuche in der Schweiz und in Liechtenstein). Der Erzbischof predigte:

„Was der heilige Vater vor 25 Jahren hier auf dem Sportpark aussprach, hat nichts an Aktualität verloren. Im Gegenteil. Angesichts neuer Herausforderungen, nicht zuletzt im Hinblick auf die Problematik der sogenannten ‚Eingetragenen Partnerschaft gleichgeschlechtlicher Paare‘, gewinnen seine Worte eine noch grössere Dringlichkeit. […] Die Familie ist der Nährboden, auf dem das Bewusstsein von der Würde der menschlichen Person wächst. Die sittliche Ordnung von Ehe und Familie, wie Gott sie in seinem Schöpferplan festgelegt hat, ist aber heute leider durch das gewissenlose Verhalten Vieler mannigfach gestört und nicht selten sogar zerstört. Aggressive Ideologien, die sich für modern halten, wollen uns einreden, diese Ordnung sei überholt und sogar menschenfeindlich. So schämen sich auch schon viele Christen, überzeugt für jene moralische Grundsätze einzutreten. Solche Menschenfurcht kann keinen Segen bringen – weder für die Einzelnen noch für die Gesellschaft, welche doch in hohem Masse von der religiösen und moralischen Qualität der Einzelnen und ihrer Familien bestimmt wird. So in seiner Predigt, genau vor 25 Jahren, hier auf diesem Gelände. Unser kleines Liechtenstein gewinnt seine wahre Größe nicht durch die Anpassung an gängige Trends und an gerade vorherrschendem Mainstream, sondern durch den Mut zur Aufrechterhaltung jener Werte und Inhalte, die uns mit den Zehn Geboten und mit der christlichen Tradition vorgegeben sind.“

Im Oktober 2010 erklärte das Erzbistum Vaduz, dass die Einführung eingetragener Partnerschaften für gleichgeschlechtliche Paare moralisch und gesellschaftspolitisch ein «gänzlich verkehrter Weg» sei. Das Erzbistum betonte, dass die katholische Kirche eine homosexuelle Neigung als „objektiv ungeordnet“ bezeichne, die katholische Kirche fordere aber auf, Homosexuellen «mit Achtung, Mitgefühl und Takt» zu begegnen. Der Entwurf eines liechtensteinischen Lebenspartnerschaftgesetzes ist für Erzbischof Haas «völlig falsch». Für Haas verstößt ein solches Gesetz auch gegen die Verfassung, da es laut Haas dem obersten Staatsziel, der Förderung des Gemeinwohls, widerspricht.
Seit 2011 liest Erzbischof Haas keine Feldmesse mehr auf der Schlosswiese zu Vaduz anlässlich des jährlichen Staatsfeiertages. Unter anderem begründete der Erzbischof dies mit dem Beschluss der eingetragenen Partnerschaft im selben Jahr.
Im März 2022 nannte Erzbischof Haas die gleichgeschlechtliche Ehe als einen «Angriff auf die gottgewollte Ehe und Familie» und als eine «teuflische Attacke». Zudem erklärte Haas, dass «der Schöpfer den Menschen als Mann und Frau erschaffen und sie für eine exklusive Bindung in der Ehe bestimmt» habe. Grund seiner Aussage war ein Vorstoss zur Öffnung der Ehe für alle durch Daniel F. Seger im liechtensteinischen Landtag.
In den Liechtensteiner Gemeinden gilt es als Tradition, dass nach der Firmung der Vaduzer Erzbischof, der Gemeindevorsteher und der Ortspfarrer gemeinsam zu Mittag essen. Da der Schaaner Ortsvorsteher Daniel Hilti am ersten Liechtensteiner Pride («liPride») auftrat, sagte Erzbischof Haas im Juni 2022 Daniel Hilti schon vor der offiziellen Einladung ab. Verteidigt wurde der Erzbischof vom Ortspfarrer Florian Hasler. Dieser begründete, dass der «liPride» nicht dem christlichen Glauben entspreche.
Mitte September 2022 teilte Erzbischof Haas mit, dass es die Pflicht von katholischen Politikern sei, das Verbot von gleichgeschlechtlichen Ehen aus «echten» Gründen der Vernunft und deren aus der «göttlichen Offenbarung gegründeten Glaubenslehre» zu verteidigen. Für Wolfgang Haas ist die Gleichbehandlung Homosexueller «unannehmbar». Haas hält es für seine «heilige Pflicht», die Haltung der katholischen Kirche in Bezug auf die Ehe für alle hervorzuheben. Dies begründete er mit einem «guten Willen». Erzbischof Haas zitierte dabei eine Verlautbarung des Vatikans aus dem Jahr 2003, in der es heißt, das katholische Parlamentarier ihre «sittliche Pflicht» hätten, gegen Gesetze «zu Gunsten der rechtlichen Anerkennung homosexueller Lebensgemeinschaften» zu stimmen. Sollten katholische Parlamentarier für ein solches Gesetz stimmen, wäre dies eine «schwerwiegend unsittliche Handlung» und für das Gemeinwohl der Gesellschaft «schädlich». Wäre ein derartiges Gesetz in Kraft, müsse ein katholischer Parlamentarier dagegen Einspruch erheben. Anlass der vom Erzbischof getätigten Aussage war die Unterstützung von 15 der 25 Landtagsabgeordneten für einen Parlamentsantrag zur Öffnung der Ehe für alle.
Nach dem Beschluss des Landtags, die gleichgeschlechtliche Ehe zu öffnen (→ Landtagsbeschluss zur Öffnung der gleichgeschlechtlichen Ehe), entstand ein Streit zwischen dem Erzbischof Haas und der Liechtensteiner Regierung, da Haas das traditionelle Heilig-Geist-Amt zur Eröffnung des Landtags absagte. Der Gottesdienst hätte Ende Januar 2023 stattfinden sollen. Der Apostolische Nuntius in Liechtenstein und damit Vertreter des Heiligen Stuhls, Martin Krebs, sah keinerlei Grundlage zur Vermittlung. In einem persönlichen Brief kritisierte Regierungschef Daniel Risch, dass die Absage des Gottesdienstes nicht offiziell verkündet worden sei – und der Erzbischof als Oberhaupt der Landeskirche, «das Trennende vor das Verbindende stellt». Laut dem Erzbischof, der die Absage des Gottesdienstes im Amtsblatt verkündete, erzielte die «kirchenamtliche Klarstellung» Mitte September 2022 nicht die erwünschte Wirkung. Der Gottesdienst ergebe keinen Sinn mehr, da der katholisch geprägte Landtag den wesentlichen Angelegenheiten der christlichen Ethik nicht folge.

#### Verein für eine offene Kirche
Das Fenster, die Zeitschrift der offenen Kirche, präsentierte in ihrer dritten Ausgabe des Jahres 2010 die Film- und Vortragsreihe „Es geht um Liebe…“. Die Reihe behandelte sexuelle Orientierung. Die Zeitschrift erklärte, dass die Diskriminierung von Lesben und Schwulen in Gesellschaft und Kirche eine lange Geschichte habe. Dabei wurde das heutige Umdenken betont, durch das Homosexualität mittlerweile vielerorts als eine gleichwertige Form der Partnerschaft akzeptiert werde. Mit der Film- und Vortragsreihe wollte der Verein für offene Kirche einen Abbau von Vorurteilen leisten, das Selbstverständnis von Homo-, Bi- und Transsexuellen stärken und „ihnen Mut machen, zu sich selbst zu stehen“.
In der zweiten Ausgabe des Jahres 2020 stellte das Fenster das Buch Sodom vor. Im Fazit stand, dass es dem Fenster-Redakteur ratsamer scheint, sich erbaulicherem Lesestoff zuzuwenden, als „sich mit dem in der Amtskirche vorkommenden heuchlerischen Doppelleben, Machtmissbrauch und einseitig-negativen Beurteilung des göttlichen Geschenks der Sexualität zu belasten“.

#### Evangelisch-lutherische Kirche in Liechtenstein
Hartwig Janus, der mit seiner Frau von 2004 bis 2011 das Pfarramt der liechtensteinischen evangelisch-lutherischen Kirche bekleidete, bezog im Liechtensteiner Vaterland Stellung zur gelebten Homosexualität anlässlich der Einführung des Partnerschaftgesetzes im Jahr 2011. Im Interview wurde seine Predigt erwähnt, in der er sagte, dass die Stellen gegen Homosexualität im Alten Testament «aus ihrem Zeitkontext heraus» verstanden werden müssten. So begründete er die damalige Verurteilung der Homosexualität mit hoher Sterblichkeit und dem Status als «heidnische Praxis». Die damalige patriarchale Kultur soll laut Janus die Manneswürde durch Homosexualität als «beschmutzt» angesehen und auch «menschliches Unbehagen, vor denen, die anders sind», gehabt haben. Zudem machte Janus darauf aufmerksam, dass die Gesetze aus dem Alten Testament für Christen nicht gelten und sie nicht «zum Heil» führen würden. Auch erwähnte er die Paulusbriefe, die für den Pfarrer darauf aufmerksam machen, dass Gottes Gnade und nicht die Lebensweise darüber entscheidet, «ob wir in den Himmel kommen oder nicht». Zwar erwähnte Janus auch, dass Paulus Homosexualität für widernatürlich empfand (Römer 1,26–27 ), jedoch ging Paulus hier laut Janus von seinem Verständnis der Natur aus – und nicht von der göttlichen Offenbarung. «Für ihn waren homosexuelle Handlungen etwas Widernatürliches, weil er annahm, dass sie zwischen heterosexuellen Menschen stattfanden. Von homosexueller Veranlagung, wie sie die heutige Wissenschaft kennt, wusste er nichts», betonte der Pfarrer. Zudem erwähnte er, dass Paulus annahm, dass die Erde flach sei – und «wir» das heute nicht mehr als verbindlich ansehen, da das Verständnis von Natur heute ein anderes sei. Hartwig Janus ist der Ansicht, dass der Gesamtsinn der Bibel – und nicht einzelne Bibelstellen – entscheidend sind, und verglich dies mit Vielehe, Sklaverei und Völkermord, die in Bibelstellen zwar vorkommen, aber heute anders beurteilt werden. Verantwortliche Partnerschaft hält Janus nach dem Ansatz der Bibel, seinen Nächsten zu lieben wie sich selbst, als «etwas Wunderbares» – und inkludierte darin auch gleichgeschlechtliche oder kinderlose Partnerschaften. Einen schwulen Pfarrer oder eine lesbische Pfarrerin hält Janus für denkbar, fügte jedoch hinzu, dass manche Kirchen verlangen, «dass diese Personen ihre Homosexualität nicht ausleben dürfen. Andere hingegen ermöglichen auch Paaren gleichen Geschlechts das Leben im Pfarrhaus.» Homosexuelle Partnerschaft hält Hartwig Janus für gleichwertig mit heterosexuellen Partnerschaften. Bedingungen für eine gute Partnerschaft sind laut ihm, «dass sich zwei Menschen dafür entscheiden, ein Leben lang als Paar füreinander einzustehen und füreinander da zu sein».

#### Freie Evangelische Gemeinde Schaan
Die FEG Schaan ist der FEG Schweiz und der Schweizerischen Evangelischen Allianz angeschlossen.
Die Schweizerische Evangelische Allianz, kurz SEA, betont, Konversionstherapien abzulehnen, und bekräftigt, das Recht auf Selbstbestimmung zu respektieren. Mit der Clearing-Stelle der Schweizerischen Evangelischen Allianz und des Dachverbands Freikirchen.ch können Personen Kontakt aufnehmen, die in evangelischen Kreisen wenig oder keine Freiheit der sexuellen Selbstbestimmung erfahren. Gleichzeitig macht die Schweizerische Evangelische Allianz auf eine im Jahr 2016 erschienene Sonderausgabe der Zeitschrift The New Atlantis aufmerksam. In der Ausgabe stand, dass sich sexuelles Begehren, Anziehungskraft, sexuelle Praktiken und die Identität im Laufe eines Lebens entwickeln und verändern kann. Auch wird eine Studie erwähnt, die mögliche genetische Gründe für die Rolle der sexuellen Orientierung in Zusammenhang bringt. Die SEA erklärt, dass hinter den Konversionstherapien das wissenschaftlich überholte Denken stecke, dass sexuelle Orientierung und Identität entweder klar hetero- oder klar homosexuell sei. Der Verband fügt hinzu, dass viele junge Menschen in ihrer Entwicklung eine homoerotische Phase durchlaufen würden, zudem erleben manche Erwachsene ihre Sexualität zwischen den Polen der Homo- und Heterosexualität. Veränderungen der sexuellen Identität und Orientierung werden laut der Schweizerischen Evangelischen Allianz abseits therapeutischer Interventionen beobachtet, zielgerichtetes Einwirken sei nicht möglich. Zudem macht die SEA deutlich, dass es wenig hilfreich sei, die Identität eines Menschen an seiner sexuellen Orientierung festzumachen. Freiwillige Bildungs- oder Beratungsangebote schließt die SEA von einem Verbot aus. Hierbei kann u. a. die Lebenslage aus einer christlichen Perspektive heraus betrachtet werden, unter Berücksichtigung der eigenen Überzeugungen und Lebensentwürfe von Ratsuchenden. Diese Angebote würden die psychische und mentale Gesundheit nicht schaden, sondern oft sogar verbessern. Die Schweizerische Evangelische Allianz lehnt den Vorwurf «Seelsorge, die in den Selbstmord treibt» ab und macht auf die erhöhte Suizidalität von z. B. gleichgeschlechtlich oder gender-dysphoren Menschen aufmerksam, die diese auch außerhalb des kirchlichen Kontextes aufgrund von ihren psychischen Konflikten erleben würden. Christliche Beratung müsse achtsam sein und dürfe keinen unrealistischen oder überhöhten Erwartungen entsprechen.
Der Verband Freie Evangelische Gemeinden in Schweiz, kurz FEG Schweiz, hält es für berechtigt, dass homosexuelle Menschen um gesellschaftliche Anerkennung, Gleichberechtigung und Entdiskriminierung streben, erwähnt hierbei jedoch auch «stark gefärbtes Lobbying im Rahmen der sogenannten LGBT-Bewegung». Große Teile in der LGBT-Bewegung würden nicht nur die Gleichstellung mit der Ehe fordern, sondern auch deren Auflösung. Für die FEG Schweiz gilt aus biblisch-theologischer Perspektive, dass praktizierte Homosexualität Gottes Willen widerspreche. Diese Sichtweise würden viele evangelikale Christen vertreten, ebenso jedoch auch der Katechismus der Katholischen Kirche oder die EKD-Orientierungshilfe «Mit Spannungen leben» aus dem Jahr 1996. Homosexuelle Menschen, die sich zur Enthaltsamkeit verpflichtet haben, werden von der FEG Schweiz gewürdigt. Neuerdings erlebt die FEG Schweiz die Position, dass treu gelebte homosexuelle Beziehungen von Gott gesegnet seien und biblisch vertretbar wären, nicht nur von liberalen, sondern auch von evangelikalen Theologen. Diesbezüglich arbeitete der Verband drei Argumentationslinien aus, die von Fürsprechern einer liberaleren Haltung gegenüber Homosexualität und Homosexuellen stammt. Einerseits ist die Argumentation ausgearbeitet worden, dass Bibelstellen sich nur auf problematische homosexuelle Beziehungen richten würden. In diesem Zusammenhang wäre u. a. Knabenliebe oder Vergewaltigung gemeint. Die FEG Schweiz widerspricht dieser Argumentation – laut ihr lässt sich bei Bibelstellen nicht auf ein derartiges Verständnis schließen. Die Behauptung, in der griechisch-römischen Antike hätte es keinerlei Homosexualität unter Gleichberechtigten gegeben, zeuge von fehlender Kenntnis oder von bewusster Ausblendung. Andererseits würden Befürworter einer liberaleren Haltung argumentieren, dass das Liebesgebot die Möglichkeit eröffne, eine homosexuelle Beziehung ethisch verantwortlich zu gestalten. Die FEG Schweiz hält es für diffus in Bezug auf die EKD-Orientierungshilfe, dass Bibeltexte eindeutig besagen, dass die homosexuelle Praxis dem Willen Gottes widerspreche, es aber trotzdem christlich-vertretbar sein kann, dass verantwortlich gestaltete homosexuelle Beziehungen nach dem Liebesgebot zugelassen werden können. Als dritte Argumentationslinie arbeitete die FEG Schweiz heraus, dass sich Befürwörter einer liberaleren Haltung auf gesellschaftspolitische Veränderungen und strategische Entscheide berufen. Hierbei kritisiert die FEG Schweiz u. a. die Deutsche Evangelische Allianz für ihre Stellungnahme «Ehe als gute Stiftung Gottes» vom 30. September 2017. Mit dem Fokus auf die Formulierung der Stellungnahme spekulierte die FEG, «dass zumindest ein Teil des Hauptvorstandes der Ansicht war, es gäbe andere, vertretbare Formen homosexueller Praxis, die nicht in der Bibel beschrieben seien». Der Verband übt jedoch auch Selbstkritik, so sei ein großer Teil der evangelikalen Christen vor dem Thema «Homosexualität» und vor homosexuellen Menschen meist «besserwisserisch, verächtlich oder verletzend» aufgetreten. Christen müssten gleichgeschlechtlich empfindende Menschen respektvoll behandeln und anerkennen, dass auch ernsthafte Christen gleichgeschlechtlich empfinden können und mit ihrer Sexualität ringen würden. Gleichgeschlechtlich empfindende Christen seien «Glaubensgeschwister», die wie heterosexuelle empfindende Christen zur Enthaltsamkeit verpflichtet sind. Auch ruft der Verband dazu auf, sich in Debatten um Homosexualität zu beteiligen – dies aber «sachlich klar und war, respektvoll und mit Liebe, angemessen und verstehbar».

### Resonanz aus Liechtensteiner Unternehmen

#### Verkehrsbetrieb LIECHTENSTEINmobil
Der Verkehrsbetrieb LIECHTENSTEINmobil ließ anlässlich des Pride-Monats Juni 2023 einen seiner Busse im Regenbogen-Design gestalten.

#### VP Bank
Die liechtensteinische VP Bank unterstützt öfters die deutsche Bundesstiftung Magnus Hirschfeld. Anlässlich der «Hirschfeld-Jubiläumsjahre 2018 / 2019» unterstütze die Bank den Festakt zum 150. Geburtstag von Magnus Hirschfeld am 14. Mai 2018 finanziell. Auch beispielsweise mehrere «Hirschfeld-Tage» wurden durch Firmenspenden der VP Bank finanziert, der Banker Jean-Pierre Sorichilli sitzt im Förderkreis der Bundesstiftung – «Sorichillis VP Bank» wurde 2014 als größter privater Förderer der Bundesstiftung vorgestellt.

### Resonanz aus der Philatelie Liechtensteins
Für seine Philatelie ist Liechtenstein international bedeutend (→ Postgeschichte und Briefmarken von Liechtenstein). So existieren international philatelistische, liechtensteinische Vereine.
Die Schweizer und liechtensteinische Post würdigten das 50. Jubiläum des Stonewall-Aufstandes mit zwei Sondermarken. Bei der von der liechtensteinischen Post gestalteten Marke handelt es sich um ein 85-Rappen-Motiv, bei der die kulturelle und sexuelle Vielfalt mit einer bunt-illustrierten Menschenmenge dargestellt wird. In der Darstellung zu erkennen sind Regenbogenfahnen, ein lesbischer Kuss und Homosexuelle aus der Lederszene.

### Resonanz aus der Bevölkerung
Große Vorbehalten gegenüber LGBTIs und deren Gleichstellung existieren noch in der liechtensteinischen Bevölkerung. Vereinzelte Leserbriefe zeigen homophobe Tendenzen. Jedoch zeigt sich auch ein anderes Bild: so wurde das Partnerschaftsgesetz mit einer überraschend hohen Mehrheit angenommen.
Am 11. Juni 2020 beschloss die Schweiz, die Ehe für alle einzuführen. In Liechtenstein begann die Bevölkerung wieder über das Thema zu reden.

## Trivia
- In der Serie «Élite», die auch homosexuelle Inhalte aufgreift, existiert der fiktive Charakter Philippe Florian von Triesenberg. Der Name führte auf Reddit zu einigen Spekulationen über seine fiktive Biografie. Von einigen Nutzern wird er fiktionalerweise als Prinz von Liechtenstein angesehen, von anderen als Prinz des fiktionalen Fürstentums Triesen.[84]